# Etyka lekarska w starożytności
Etyka lekarska w starożytności – ogół ocen i norm moralnych określających zachowanie lekarzy w starożytności.
Brzeziński wyróżnia dwa główne nurty określania relacji pomiędzy lekarzem a pacjentem. Pierwszy z nich starał się unormować ją poprzez system kar i nagród. Obowiązywał on w Babilonii czy w Chinach. Inaczej spoglądano na te sprawy w Grecji, a następnie w Rzymie.

## Bliski Wschód

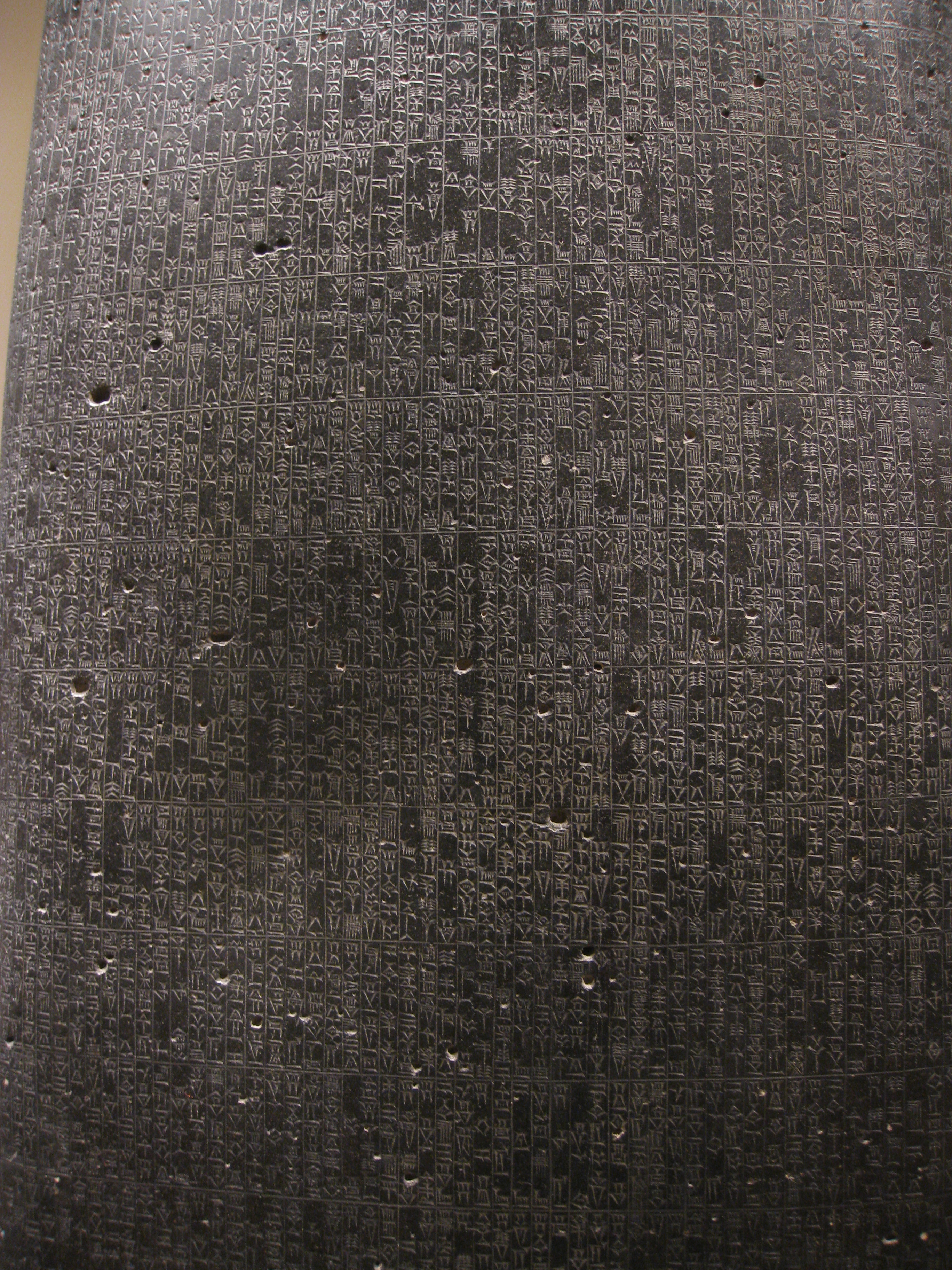
Stela z Kodeksem Hammurabiego – inskrypcja

System oparty na nagrodach i karach obecny jest w najstarszym ze zbiorów prawa, w Kodeksie Hammurabiego z XVIII-XVII wieku przed naszą erą. Obejmuje on przepisy prawa karnego, cywilnego i procesowego. Pośród nich znajdowały się też przepisy tyczące się działań lekarza w liczbie 9 (cały kodeks liczył 282 artykuły). Ponieważ prawo Hammurabiego opierało się na zasadzie talionu, przewidywało surowe z dzisiejszego punktu widzenia kary za dokonane przez lekarza przewinienia. Określał też zarobki lekarza, uzależniając je od pozycji społecznej pacjenta. Za wyleczenie poprzez „zadanie rany nożem brązowym” bądź przez przecięcie łuku brwiowego medykowi przysługiwało 10 szekli srebra, o ile leczony był człowiek wolny od urodzenia. W przypadku wyzwoleńca operatorowi przysługiwała połowa wymienionej kwoty. Za wyleczenie w taki sam sposób niewolnika lekarz inkasował jedynie 2 szekle, które płacił mu właściciel niewolnika. Kwoty te były dość wysokie, jako że szekel liczył sobie 8 g srebra, sam niewolnik kosztował od 15 do 30 szekli, a za 5 szekli można było wynająć dom na cały rok. Podobnie kary za niewłaściwe leczenie zależały od pozycji społecznej pacjenta. Zachowanie lekarza kształtowane jest tutaj jedynie przez nagrody i kary, nie występuje natomiast jakiekolwiek odwołanie się do jego sumienia.

## Grecja

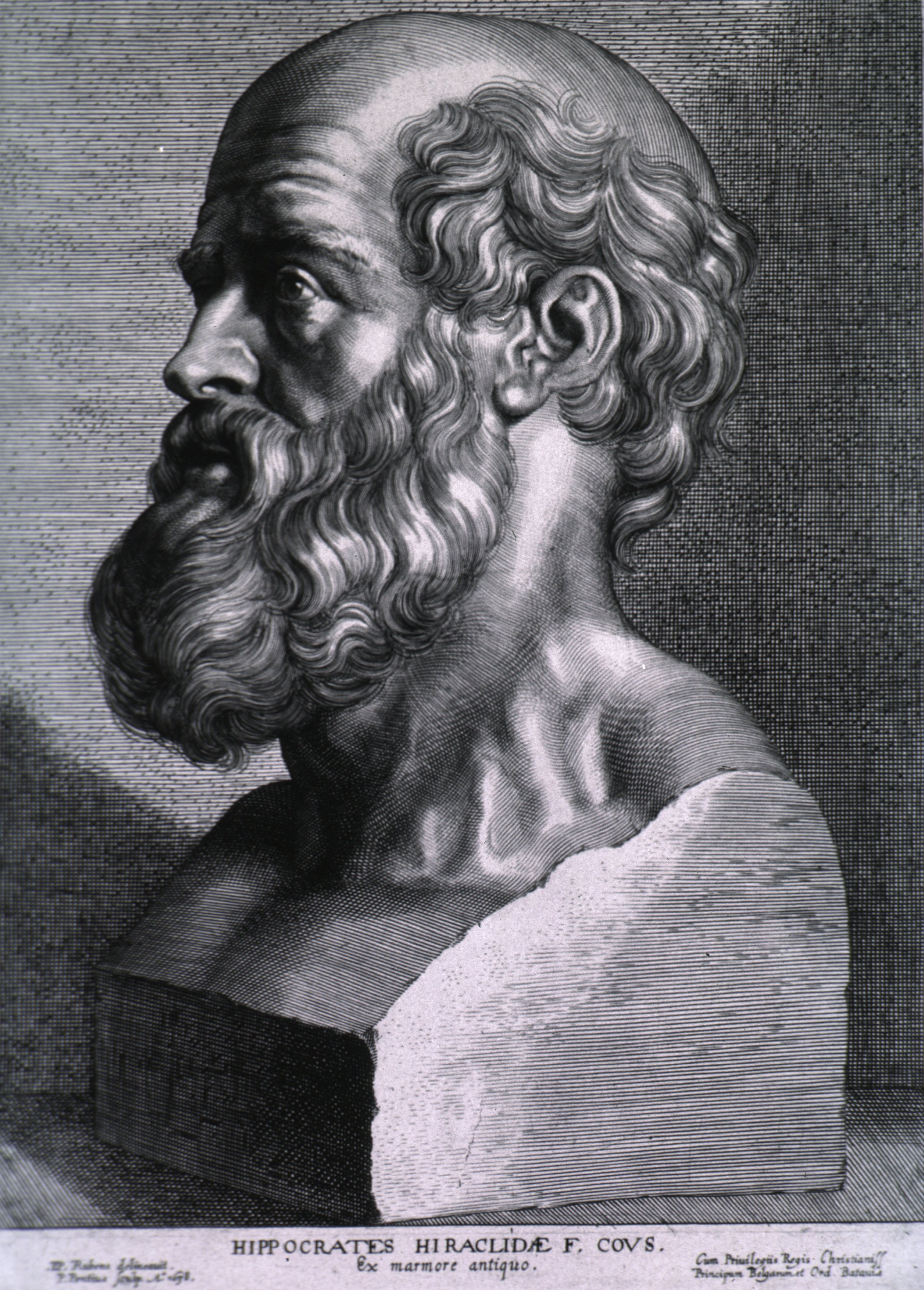
Hipokrates z Kos

Kluczową postacią związaną z etyką lekarską starożytnej Grecji jest Hipokrates ze szkoły na Kos, zwany ojcem medycyny. Żył on w V i IV wieku przed naszą erą. Przypisuje mu się autorstwo przysięgi składanej przez lekarzy, do której odwołują się późniejsze przysięgi lekarskie, także używane współcześnie. Jednakże obecnie wydaje się, że wzór swej przysięgi zapożyczył on z Egiptu, dokąd udawał się nie raz.
Hipokrates w roli czynnika zapewniającego wysokie standardy działania lekarza widział nie kary, ale sumienie medyka, jego poczucie odpowiedzialności moralnej za czyny, których dokonuje. Przyznawał zawodowi lekarza godność i szczególne posłannictwo. Uznawał jako nakaz sumienia lekarza dążenie do doskonałości. Szkoła w Kos nakazywała medykowi dobroczynienie. Prócz Przysięgi Hipokratesa ze szkoły tej wywodzą się też inne pisma. Mówią między innymi o doniosłości sztuki lekarskiej, kształceniu nowych jej adeptów i zakazie odsłaniania tajemnic medycyny przed nieuprawnionymi.
Inne szkoły medycyny greckiej nie wymagały od lekarzy tak wysokich kwalifikacji moralnych. Niektóre uważały, że wystarczy, by nie szkodził. Anonimowa przysięga z IV w. p.n.e. obejmuje zakaz „zniszczenia poprzez chorobę”, popełnienia „strasznej zbrodni, dając środki nędzne, zdolne przyczynić zło śmiertelne”, nawet dla przyjaciela. Zakazuje nawet myśleć o zbrodni, nakazując starania o ratowanie chorego i „dostarczanie zdrowia”.

## Rzym
Zachowanie lekarzy w starożytnym Rzymie opisuje między innymi Galen, lekarz greckiego pochodzenia żyjący w II wieku naszej ery. Kwalifikacje moralne przedstawicieli swego zawodu ocenia on nisko. Porównuje nawet lekarzy do rabusiów, zauważając pomiędzy nimi tylko taką różnicę, że „tamci dopuszczają się karygodnych czynów w górach, a ci w Rzymie”. Pomstuje na sposób kształcenia lekarzy. Chętni wybierali wedle niego takie szkoły, by zdobyć zawód jak najłatwiej. Miało to związek z uproszczeniem edukacji lekarskiej dzięki szkole metodyków, jak też idącymi w podobną stronę prawami wydawanymi przez władców państwa od Cezara do Hadriana. Galen pisze też, że „publiczność szuka nie najlepszych lekarzy, ale takich, którzy dogadzają jej humorom”.
Sytuacja ta zmieniła się już po śmierci Galena. Kolejny cesarz Septymiusz Sewer uznał konieczność państwowego zezwolenia na wykonywanie zawodu lekarza. Prawo to wprowadzone zostało w roku 200.